# 해외걸작 다큐
해외걸작 다큐는 KBS 1TV에서 방송되었던 시사교양 프로그램이다.

## 방송 시간
| 방송 채널 | 방송 기간                           | 방송 시간                            |
| --------- | ----------------------------------- | ------------------------------------ |
| KBS 1TV   | 2015년 6월 22일 ~ 2015년 9월 7일    | 매주 월요일 밤 12시 20분 ~ 1시 10분  |
| KBS 1TV   | 2015년 11월 7일 ~ 2015년 12월 12일  | 매주 토요일 밤 10시 50분 ~ 11시 40분 |
| KBS 1TV   | 2015년 12월 19일 ~ 2015년 12월 20일 | 매주 토요일 밤 10시 50분 ~ 11시 40분 |
| KBS 1TV   | 2015년 12월 19일 ~ 2015년 12월 20일 | 매주 일요일 밤 11시 10분 ~ 12시      |
| KBS 1TV   | 2016년 1월 19일 ~ 2016년 4월 19일   | 매주 화요일 밤 11시 40분 ~ 12시 30분 |
| KBS 1TV   | 2016년 8월 30일 ~ 2016년 12월 27일  | 매주 화요일 밤 11시 40분 ~ 12시 30분 |
| KBS 1TV   | 2016년 4월 26일 ~ 2016년 8월 23일   | 매주 화요일 밤 12시 20분 ~ 1시 10분  |
| KBS 1TV   | 2017년 1월 23일 ~ 2017년 1월 30일   | 매주 월요일 밤 11시 40분 ~ 12시 30분 |

## 방송 회차
2015년
| 회차 | 방송일    | 제목 (원제)                                                       |
| ---- | --------- | ----------------------------------------------------------------- |
| 1회  | 6월 22일  | 1차 세계 대전 - 어느 병사들의 이야기 1부 - 첫 전투                |
| 2회  | 6월 29일  | 1차 세계 대전 - 어느 병사들의 이야기 2부 - 전쟁과 우정            |
| 3회  | 7월 6일   | 1차 세계 대전 - 어느 병사들의 이야기 3부 - 전쟁 기계의 등장       |
| 4회  | 7월 13일  | 내 생애의 마지막 여름 1부 첫 번째 만남 - 죽음을 준비하는 사람들   |
| 5회  | 7월 20일  | 내 생애의 마지막 여름 2부 두 번째 만남 - 가족과의 시간            |
| 6회  | 7월 27일  | 내 생애의 마지막 여름 3부 세 번째 만남 - 작별의 시간              |
| 7회  | 8월 3일   | 내 생애의 마지막 여름 4부 마지막 만남 - 이별 그리고 슬픔          |
| 8회  | 8월 10일  | 히로시마, 그 후                                                   |
| 9회  | 8월 17일  | 세상을 바꾼 명탐정 셜록 홈즈 1부 - 셜록 홈스의 탄생               |
| 10회 | 8월 24일  | 세상을 바꾼 명탐정 셜록 홈즈 2부 - 범죄 수사의 새로운 지평을 열다 |
| 11회 | 9월 7일   | 자연 다큐의 전설 애튼버러, 오바마 대통령을 만나다                 |
| 12회 | 11월 7일  | 프랑스판 국산으로만 살아보기 1부                                  |
| 13회 | 11월 21일 | 시리아 난민 밀착취재, 그리스에서 오스트리아까지                   |
| 14회 | 12월 12일 | 프랑스판 국산으로만 살아보기 2부                                  |
| 15회 | 12월 19일 | 인체의 한계를 넘어서 1부 - 운동과 스트레스                        |
| 16회 | 12월 20일 | 인체의 한계를 넘어서 2부 - 극한의 도전                            |

2016년
| 회차 | 방송일    | 제목 (원제)                                                         |
| ---- | --------- | ------------------------------------------------------------------- |
| 17회 | 1월 19일  | 앙골라의 잊혀진 부족들                                              |
| 18회 | 1월 26일  | 보이지 않는 혁명                                                    |
| 19회 | 2월 2일   | 심해의 세계 바닷속 2,000m                                           |
| 20회 | 2월 16일  | 우리가 몰랐던 달의 비밀 - 1부 밤하늘의 눈                           |
| 21회 | 2월 23일  | 우리가 몰랐던 달의 비밀 - 2부 지구에서 달까지                       |
| 22회 | 3월 1일   | 천재 공예보석가 칼 파베르제                                         |
| 23회 | 3월 8일   | 여성, 권력을 향한 여정                                              |
| 24회 | 3월 15일  | 중국의 비밀 - 1부 적응하거나 도태되거나                             |
| 25회 | 3월 22일  | 중국의 비밀 - 2부 필사적인 사랑 찾기                                |
| 26회 | 3월 29일  | 중국의 비밀 - 3부 부자가 되는 법                                    |
| 27회 | 4월 5일   | 기적의 약 플라세보                                                  |
| 28회 | 4월 12일  | 알렉스 퍼거슨, 성공의 비결                                          |
| 29회 | 4월 19일  | 미·러 우주경쟁 - 1부 우주 시대로 가는 길을 개척한 숨은 영웅들       |
| 30회 | 4월 26일  | 미·러 우주경쟁 - 2부 인류의 우주 정복을 이끈 숨은 주역들            |
| 31회 | 5월 3일   | 우주 탐험 50년                                                      |
| 32회 | 5월 10일  | 런던 택시기사의 해외원정기 - 1부 캄보디아 프놈펜                    |
| 33회 | 5월 17일  | 런던 택시기사의 해외원정기 - 2부 캐나다 북극                        |
| 34회 | 5월 24일  | 런던 택시기사의 해외원정기 - 3부 열대의 낙원, 피지                  |
| 35회 | 5월 31일  | 여왕의 정원 - 버킹엄 궁 퀸즈 가든                                   |
| 36회 | 6월 7일   | 러시아 기행 1부                                                     |
| 37회 | 6월 14일  | 러시아 기행 2부                                                     |
| 38회 | 6월 21일  | 위기의 프랑스                                                       |
| 39회 | 6월 28일  | 영국의 슈퍼 부자들 1부                                              |
| 40회 | 7월 5일   | 영국의 슈퍼 부자들 2부 - 1%의 돈벌이 대상이 된 99%                  |
| 41회 | 7월 12일  | 동물원 밀착탐구 - 동물수면의 신비                                   |
| 42회 | 7월 19일  | 구름 위의 연구소 1부 구름 위를 날며 대기의 비밀을 파헤치는 과학자들 |
| 43회 | 7월 26일  | 구름 위의 연구소 2부 대기와 생명의 복잡한 관계를 파고들다           |
| 44회 | 8월 23일  | 태평양 전쟁 - 1부 일본의 도박                                       |
| 45회 | 8월 30일  | 태평양 전쟁 - 2부 소모전                                            |
| 46회 | 9월 6일   | 태평양 전쟁 - 3부 최후통첩                                          |
| 47회 | 9월 13일  | 색의 비밀 - 1부 지구의 색                                           |
| 48회 | 9월 20일  | 색의 비밀 - 2부 생명의 색                                           |
| 49회 | 10월 4일  | 색의 비밀 - 3부 무지개 너머                                         |
| 50회 | 10월 11일 | 벼랑끝의 승부사, 힐러리 클린턴                                      |
| 51회 | 10월 18일 | 여성 혁명 - 여성의 오늘 : 1부 세계의 여성 지도자들                  |
| 52회 | 10월 25일 | 여성 혁명 - 여성의 오늘 : 2부 승리의 경험                           |
| 53회 | 11월 1일  | 여성 혁명 - 여성의 오늘 : 3부 종교 투쟁                             |
| 54회 | 11월 8일  | 여성 혁명 - 여성의 오늘 : 4부 변화의 힘                             |
| 55회 | 11월 15일 | 두 얼굴의 전자담배                                                  |
| 56회 | 11월 22일 | 아프가니스탄, 제국의 마지막 표호 1부                                |
| 57회 | 11월 29일 | 아프가니스탄, 제국의 마지막 표호 2부                                |
| 58회 | 12월 6일  | 2016 영국의 선택, 브렉시트                                          |
| 59회 | 12월 13일 | 미국 흑백갈등 - 1부 KKK, 백인우월주의를 위하여                      |
| 60회 | 12월 20일 | 미국 흑백갈등 - 2부 흑인의 선택, 무장저항                           |
| 61회 | 12월 27일 | 영국의 부동산 붐의 명암                                             |

2017년
| 회차 | 방송일   | 제목 (원제)                                |
| ---- | -------- | ------------------------------------------ |
| 62회 | 1월 23일 | 고고학의 비밀을 찾아서 - 1부 대 피라미드   |
| 63회 | 1월 30일 | 고고학의 비밀을 찾아서 - 2부 사라진 언약궤 |